# Abdurrahman Kuyucu
Abdurrahman Kuyucu (* 31. Oktober 1991 in Remscheid) ist ein deutsch-türkischer Fußballspieler.

## Karriere
Kuyucu spielte in der Jugend von Hatayspor, kam dort aber nicht zum Einsatz und war anschließend vier Monate ohne Verein, bis er am 17. Januar 2011 zu İskenderunspor 1967 wechselte. Dort konnte er mit seinen Leistungen überzeugen und machte auf sich aufmerksam, sodass der damalige Erstligist Antalyaspor ihn am 15. Januar 2014 unter Vertrag nahm. Dort wurde er in der zweiten Mannschaft eingesetzt, erzielte sechs Tore in fünf Spielen und kam in der ersten Mannschaft dennoch nur zu einem Einsatz in einem Pokalspiel.
Am 1. Juli 2014 wechselte er zu Tavşanlı Linyitspor. Sein Ligadebüt für seine neue Mannschaft gab er am 31. August 2014 und erzielte in der 24. Minute auch gleich sein erstes Tor gegen Tarsus İdman Yurdu, das Spiel endete 2:2. Linyitspor verließ Kuyucu bereits zur nächsten Winterpause und heuerte stattdessen beim Ligarivalen  Bandırmaspor an. Mit diesem Verein erreichte er am Ende der  Saison 2015/16 den Play-off-Sieg der TFF 2. Lig und damit den Aufstieg in die TFF 1. Lig.
Nach diesem Erfolg verließ er diesen Verein und spielte eine Spielzeit für den Drittligisten Sivas Belediyespor. Im Sommer 2017 zog er zum Zweitligisten Manisaspor weiter. Von diesem wurde er in der gleichen Transferperiode an den Drittligisten Keçiörengücü ausgeliehen. Im Anschluss an die Leihe verpflichtete Keçiörengücü Kuyucu fest. Im Januar 2019 folgte ein Wechsel zu GMG Kastamonuspor, im August desselben Jahres zu Erokspor. Seit Januar 2021 steht Abdurrahman Kuyucu bei İskenderun FK unter Vertrag.

## Erfolge
Bandırmaspor
- Play-off-Sieger der TFF 2. Lig und Aufstieg in die TFF 1. Lig: 2015/16